# (Don't Go Back To) Rockville
(Don't Go Back To) Rockville è un brano della band statunitense R.E.M. La canzone è il secondo singolo estratto dal secondo album della band Reckoning (1984).

## Tracce
1. "(Don't Go Back To) Rockville" - 4:55
2. "Wolves, Lower" - 4:14
3. 9-9 (live)1 (12" only)
4. "Gardening at Night" (live)1 (12" only)

US singles
1. "(Don't Go Back To) Rockville" - 4:55
2. "Catapult" (live)2